# Miracle à Tunis
Pour plus de détails, voir Fiche technique et Distribution.
Miracle à Tunis (The Light Touch) est un film américain réalisé par Richard Brooks et sorti en 1952.

## Synopsis
Un escroc, aventurier cynique, s'empare d'un tableau en Sicile, puis tente de faire croire à son associé qu'il a brûlé dans un incendie. Mais la rencontre d'une jeune artiste le remet dans le droit chemin.

## Fiche technique
- Titre : Miracle à Tunis
- Titre original : The Light Touch
- Réalisation : Richard Brooks
- Scénario : Richard Brooks, d'après une histoire de Jed Harris et Tom Reed
- Chef opérateur : Robert Surtees
- Montage : George Boemler
- Costumes : Helen Rose
- Direction artistique : Cedric Gibbons, Gabriel Scognamillo
- Décors : Edwin B. Willis, F. Keogh Gleason
- Production : Pandro S. Berman pour Metro-Goldwyn-Mayer
- Durée: 93 minutes
- Date de sortie : États-Unis : 16 janvier 1952

## Distribution
- Stewart Granger (VF : Gabriel Cattand) : Sam Conride (Conrad en VF)
- Pier Angeli : Anna Vasarri
- George Sanders (VF : Jacques Dacqmine) : Félix Guignol (Giraud en VF)
- Kurt Kasznar (VF : Émile Duard) : Mr Aramescu
- Joseph Calleia : Lieutenant Massiro
- Larry Keating (VF : Roger Tréville) : R. F. Hawkley (Jacques Vanlet en VF)
- Rhys Williams (VF : René Blancard) : MacWade
- Norman Lloyd (VF : Georges Riquier) : Anton (Antoine en VF)
- Mike Mazurki (VF : Robert Dalban) : Charles
- Ben Astar (VF : Henry Djanik) : Hamadi Mahmoud
- Acteurs non crédités :
  - Louis Mercier : serveur
  - Vito Scotti : employé de l'hôtel
  - Mario Siletti (VF : Fernand Rauzena) : directeur de l'hôtel
  - Eugene Borden (VF : Pierre Leproux) : le maire de Tunis
  - Renzo Cesana : le père Dolzi

## Autour du film
- Le tournage du film se déroule en Italie (Rome), en Sicile et en Tunisie.